# Fred Strohmeier
Fred Strohmeier (* 13. Juni 1941 in Khünegg, Sankt Peter am Ottersbach; † 6. Februar 1999) war ein österreichischer Journalist und Autor.

## Biographie
Als Sohn armer Kleinbauern war er in der Jugend Landarbeiter und Hilfsarbeiter. Ab 1962 war er als Journalist tätig. 1980 wurde er Chefredakteur der steirischen Wochenzeitung Neues Land.
Seit diesem Jahr war er ebenfalls Schriftleiter der Bauernbund-Zeitung.

## Veröffentlichungen (Auswahl)
- Zerschlagene Fesseln, Roman
- Frühfröste. Roman um ein Bauernschicksal von heute. ISBN 978-3-7020-0383-8
- Flucht ins Gestern. Versuch einer Rückkehr ins einfache Leben. Roman. ISBN 978-3-7040-1347-7
- Distelblüten.  Von der Entfremdung des Menschen von der Erde. Roman. ISBN 978-3-7040-1348-4
- G´schichten vom Land, Erzählungen
- Neue G´schichten vom Land, Erzählungen
- Die Erde trägt, Begleitbuch zur ORF-Serie
- Am Anfang ist der Weg am längsten, Zeitspiel
- Ein fremder Tag, Zeitspiel
- Weil i ang´fress´n bin, Volksstück im „steirischen herbst“
- Auf der Strecke, Fernsehspiel

## Auszeichnungen
- Österreichischer Staatspreis für journalistische Leistungen im Interesse der Jugend
- ORF-Fernsehspielpreis
- Pöttinger-Preis
- Hans-Kudlich-Preis
- Erzherzog-Johann-Medaille in Gold des Landeshauptmannes von Steiermark